# كأس جورجيا 2012–13
كأس جورجيا 2012–13 هو موسم من كأس جورجيا. أقيم خلال الفترة 29 أغسطس 2012 وحتى 22 مايو 2013، وأشرف على تنظيمه اتحاد جورجيا لكرة القدم، وكان عدد الأندية المشاركة فيه 28، وفاز فيه نادي دينامو تبليسي.